# Nguyễn Văn Bường
Nguyễn Văn Bường (sinh năm 1966) là một thẩm phán người Việt Nam. Ông hiện là Thẩm phán cao cấp, Chánh án Tòa án nhân dân cấp cao tại Đà Nẵng, chánh án thứ hai của tòa án này từ khi nó bắt đầu hoạt động từ ngày 1 tháng 6 năm 2015 đến nay. Ông từng là Thẩm phán toà án nhân dân Tối cao, Phó Chánh án Tòa án nhân dân cấp cao tại Đà Nẵng, Chánh án Tòa án nhân dân tỉnh Thừa Thiên Huế.